# Nouvelle théorie du commerce
La nouvelle théorie du commerce (NTT) est une collection de modèles économiques de commerce international qui a été développée à la fin des années 1970 et au début des années 1980, et qui met l'accent sur le rôle de la croissance des rendements d'échelle et sur les effets de réseau.
Les théoriciens du nouveau commerce se sont éloignés de l'hypothèse de rendements constants à l'échelle, et certains affirment que se servir de mesures protectionnistes pour construire une énorme base industrielle permettrait alors à ces secteurs de dominer le marché mondial. Des versions moins quantitatives de l'argument des « industries naissantes » contre l'échange totalement libre sont avancées par les théoriciens du commerce depuis au moins 1848 (voir Histoire du libre-échange).

## Impact de la théorie
L'utilité de protéger les industries naissantes est défendue depuis au moins le XVIIIe siècle. Par exemple, Alexander Hamilton proposa en 1791 que cette protection soit à la base de la politique américaine du commerce. L'élément novateur de la NTT réside dans son utilisation des principes d'économathématiques pour modeler les rendements croissants à échelle, et surtout l'utilisation de l'effet de réseau pour faire valoir que la création de grandes industries était dépendante du chemin emprunté de telle sorte que la planification industrielle et des droits de douane raisonnés puissent jouer un rôle.
Les modèles en résultant prédisent la spécialisation sectorielle nationale que l'on observe dans le monde industriel (industrie du cinéma à Hollywood, industrie horlogère en Suisse, etc.). Le modèle montre aussi comment les concentrations industrielles dépendantes du chemin emprunté peuvent parfois conduire à la concurrence monopolistique ou même à des situations d'oligopole.
Certains économistes tels que Ha-joon Chang ont fait valoir que les politiques protectionnistes avaient facilité le développement de l'industrie automobile japonaise dans les années 1950, lorsque les quotas et les règlements constituaient un frein à la concurrence des importations. Les entreprises japonaises furent encouragées à importer les technologies de production, mais le gouvernement japonais exigea aussi qu'elles produisent 90 % des pièces de voitures au Japon dans les cinq ans. Les consommateurs japonais ont souffert à court terme, car ils ne pouvaient pas acheter les véhicules de qualité supérieure disponibles sur le marché mondial, mais y ont gagné à long terme une industrie qui a pu dominer ses concurrents internationaux.

## Les tests économétriques
Les preuves économétriques de la NTT sont contrastées et très techniques. En raison des échelles de temps nécessaires et de la nature particulière de la production de chaque secteur « monopolisable », les évaluations de nature statistique étaient difficiles à réaliser. À de nombreux égards, les données disponibles sont trop limitées pour permettre un test fiable de l'hypothèse, sans aucun jugement arbitraire de la part des chercheurs.
On cite le Japon comme preuve des avantages du protectionnisme « intelligent », mais les détracteurs[Lesquels ?] de la NTT ont fait valoir que le protectionnisme affiché par le Japon d'après-guerre était une exception, et que la NTT n'était étayée que par un échantillon limité de cas historiques. Bien qu'il existe de nombreux exemples (à l'instar des voitures japonaises) d'industries protégées ayant progressivement acquis une place mondiale, les régressions sur les résultats de telles politiques industrielles (qui se sont aussi soldées par des échecs) sont moins concluantes ; certains résultats suggèrent que les secteurs visés par la politique industrielle japonaise ont eu des rendements d'échelle moindres et n'ont pas généré de gains de productivité.

## L'évolution de la théorie
La théorie fut d'abord associée à Paul Krugman à la fin des années 1970 ; Krugman, lui, dit avoir entendu parler de la concurrence monopolistique par Robert Solow. En 1996, Krugman écrivit que la notion de rendements d'échelle avait complètement échappé aux théoriciens de l'économie internationale de la génération précédente. 
« L'idée que le commerce pourrait refléter une superimposition de spécialisation de rendements croissants sur l'avantage comparatif n'existait pas du tout : plutôt, l'idée dominante était que les rendements croissants changeraient simplement la forme de l'avantage comparatif. »[réf. nécessaire]
En 1976, cependant, l'économiste Victor Norman du MIT avait esquissé les éléments centraux de ce qui deviendrait la théorie Helpman-Krugman. Il les coucha sur papier et les montra à Avinash Dixit, mais ils convinrent que les résultats n'étaient pas vraiment significatifs[réf. nécessaire]. En effet, Norman n'a jamais mis au propre – et encore moins publié – son article. Le part de Norman vient des derniers chapitres du célèbre livre de Dixit-Norman.
James Brander, à l'époque doctorant à Stanford, menait des travaux tout aussi innovants à partir de modèles dérivés de la théorie de l'organisation industrielle – cross-hauling – pour expliquer le commerce en deux sens de produits semblables[réf. nécessaire].

### La «nouvelle» nouvelle théorie du commerce
Marc Melitz et Pol Antràs ont commencé une nouvelle approche de l'étude du commerce international. La nouvelle théorie du commerce met l'accent sur la tendance croissante des biens intermédiaires ; la nouvelle approche Melitz-Antràs souligna plutôt les différences parmi les entreprises de la même industrie du même pays ; cette nouvelle approche est souvent appelée la « nouvelle » nouvelle théorie du commerce (NNTT),. La NNTT souligne l'importance des entreprises plutôt que des secteurs pour comprendre les difficultés et les occasions que rencontrent les pays à l'ère de la mondialisation.
Alors que le commerce international devient de plus en plus libéral, on s'attendrait à ce que les industries ayant un avantage comparatif s'accroissent, alors que celles ayant un désavantage comparatif diminuent, menant à une distribution spatiale inégale des activités économiques qui y correspondent. Dans une même industrie, certaines entreprises ne peuvent soutenir la concurrence internationale, tandis que d'autres prospèrent. Les réaffectations qui en résultent au sein de l'industrie de ressources productives et de parts de marché sont beaucoup plus prononcées que celles qui ont lieu entre industries du fait de l'avantage comparatif.

### Fondements théoriques
La nouvelle théorie du commerce (NTT) et la « nouvelle » nouvelle théorie du commerce (NNTT) demandent leur propre théorie du commerce. Les nouvelles théories du commerce sont souvent basées sur des hypothèses telles que la concurrence monopolistique et la croissance des rendements d'échelle. Une explication typique, offerte par Paul Krugman, repose sur l'hypothèse que toutes les entreprises sont symétriques, c'est-à-dire qu'elles ont toutes les mêmes coefficients de production. Cette hypothèse trop stricte a empêché une applicabilité générale de cette explication. Shiozawa, en se basant sur un modèle beaucoup plus général, a réussi à donner une nouvelle explication de la croissance du volume négocié des produits intermédiaires lorsque le coût de transport s'amoindrit.
La « nouvelle » nouvelle théorie du commerce (NNTT) a aussi besoin d'une nouvelle base théorique. Melitz et ses disciples se concentrent sur les aspects empiriques et font très peu attention aux aspects théoriques de la NNTT. Le nouvel algorithme de Shiozawa ou la théorie Ricardo-Sraffa du commerce permettent à la théorie ricardienne de comprendre un choix de techniques. La théorie peut donc tenir compte de la situation où il existe beaucoup d'entreprises ayant des procédés différents. En se basant sur cette nouvelle théorie, Fujimoto et Shiozawa ont analysé la concurrence entre différents lieux de production, qu'il s'agisse de différentes entreprises courantes ou de la même entreprise dans des pays différents.

## Critiques
La nouvelle théorie du commerce a été critiquée comme ne fournissant pas une allocation efficace des ressources. Si un pays doit protéger ses industries naissantes, ce besoin suggérerait que l'avantage comparatif lui manque, selon cette critique, et ce pays ferait mieux de mettre ses ressources dans une industrie où il possède cet avantage comparatif et peut dominer sans protectionnisme. Cela représente l'utilisation la plus efficace des ressources mondiales, dit la critique.[réf. nécessaire]